# 5520 Natori
5520 Natori este un asteroid din centura principală, descoperit pe 12 septembrie 1990, de Takeshi Urata.